# Robert Dudley
Robert Dudley, 1e graaf van Leicester (24 juni 1532 – 4 september 1588), meestal kortweg Leicester genoemd, was een Engels edelman, staatsman en legeraanvoerder. Hij werd in 1585 als vertrouweling van Elizabeth I van Engeland aangesteld als landvoogd over de opstandige Verenigde Provinciën in de Habsburgse Nederlanden, geleid door de in de Unie van Utrecht verenigde Staten-Generaal van de Nederlanden. Zijn interventie in de Tachtigjarige Oorlog liep echter uit op een fiasco en in december 1587 keerde hij terug naar Engeland.
Leicester was een groot deel van zijn leven vertrouweling en favoriet van de Engelse koningin en het scheelde niet veel of hij was haar echtgenoot geworden. Maar met als vele andere Europese edelmannen, waaronder Frans van Anjou (zijn voorganger als landvoogd), hield Elizabeth hem aan het lijntje en bleef haar gehele regeerperiode ongehuwd.

## Biografie
Robert Dudley werd geboren in 1532 als zoon van John Dudley. Samen met zijn vader en broer zat hij enige tijd gevangen in de Tower op verdenking van een poging om zijn schoonzus Jane Grey aan de macht te brengen. In de gevangenis leerde hij Elizabeth I kennen. Dudley sr. werd geëxecuteerd, Dudley jr. werd vrijgelaten en op voordracht van Elizabeth benoemd tot koninklijk stalmeester.
Geruchten over een relatie tussen de graaf en Elizabeth waren niet van de lucht. Deze werden nog eens versterkt in 1560, toen Dudleys vrouw Amy onder verdachte omstandigheden bij een huiselijk ongeluk om het leven kwam. Algemeen werd aangenomen dat Dudley zijn vrouw had vermoord om Elizabeth te kunnen trouwen. Sommigen beweerden zelfs dat in het geheim al een huwelijk was gesloten.
Ironisch genoeg verhinderde de dood van Amy dat Elizabeth en Dudley trouwden. Elizabeth, niet ongevoelig voor de publieke opinie, gaf nooit meer een signaal af dat Dudley weleens haar echtgenoot zou kunnen worden. In 1563 droeg ze Dudley voor als echtgenoot van de Schotse koningin Maria I, maar deze zag een huwelijk met een ondergeschikte van Elizabeth niet zitten. De promotie van Dudley tot Earl of Leicester baatte niet. Dudley zag ook niets in een huwelijk met Mary, maar een weigering zouden beide koninginnen als belediging kunnen opvatten. Hij wist de angel uit het plan te halen door middel van een geslaagde poging de Engelse troonpretendent Henry Stuart Darnley aan Mary te koppelen.
Na de moord op Willem van Oranje (10 juli 1584) zochten de Staten-Generaal steun bij de koningin van Engeland. Elizabeth weigerde een Nederlandse koningstitel, maar zegde met het Verdrag van Nonsuch (10 augustus 1585) protectie toe aan de Verenigde Provinciën. Dit verdrag bepaalde dat de koningin een gouverneur-generaal zou aanstellen die haar vertrouwen genoot, een goede reputatie had en de "ware religie" aanhing. Als reactie op de Spaanse opmars stuurde Elizabeth I in december 1585 de graaf van Leicester in het geheim met 6000 man de Noordzee over. De komst van de graaf van Leicester was bepaald geen succes. Politiek ontstond er een kloof met het dominante gewest Holland en haar godsdienstig gematigde koopliedenelite. Leicester koos residentie in Utrecht, waar hij een calvinistisch stadsbestuur in het zadel hielp. Zijn handelsembargo tegen de door Parma bezette gebieden vergrootte de kloof met Holland. Dudley trachtte in Utrecht een landsbestuur op basis van een sterke centrale macht op te bouwen. Dit werd door de gewesten, gewend als zij waren aan hun autonomie, niet geaccepteerd.
Hij bleek een slecht militair leider; verschillende steden gingen voor de opstandelingen verloren. 
Onder zijn bevel werd de Slag bij Warnsveld (september 1586), in Engeland beter bekend als de Battle of Zutphen, tegen de Spanjaarden verloren. 
Ook was hij verantwoordelijk voor de val van Deventer (1587). 
In beide steden liepen tijdens zijn afwezigheid zijn plaatsvervangende officiers (William Stanley en Rowland York, beide katholiek) over naar Parma en speelden zo de schansen in Spaanse handen.
Deze miskleunen waren fnuikend voor de Engels-Nederlandse coalitie.
Daarnaast ging het gerucht dat hij op last van Elizabeth vredesonderhandelingen met de Spaanse veldheer Parma belegd had. Hierdoor werd Dudley door landsadvocaat Johan van Oldenbarnevelt die de gewesten achter zich wist, in 1587 het bevel over het leger ontnomen en werd hij gedwongen de Nederlanden te verlaten.
Ondanks zijn mislukte militaire campagne, werd de graaf van Leicester benoemd tot admiraal van de vloot die de Spaanse Armada in 1588 moest tegenhouden. Hij stierf plotseling, nog voor de slag begon, in datzelfde jaar.

## Voorouders
| Voorouders van Robert Dudley (1533-1588) | Voorouders van Robert Dudley (1533-1588)                          | Voorouders van Robert Dudley (1533-1588)                          | Voorouders van Robert Dudley (1533-1588)               | Voorouders van Robert Dudley (1533-1588)               | Voorouders van Robert Dudley (1533-1588)             | Voorouders van Robert Dudley (1533-1588)             | Voorouders van Robert Dudley (1533-1588)                                   | Voorouders van Robert Dudley (1533-1588)                                   |
| ---------------------------------------- | ----------------------------------------------------------------- | ----------------------------------------------------------------- | ------------------------------------------------------ | ------------------------------------------------------ | ---------------------------------------------------- | ---------------------------------------------------- | -------------------------------------------------------------------------- | -------------------------------------------------------------------------- |
| Overgrootouders                          | John Dudley van Atherington (-) ∞ Elizabeth Bramshott (1443-1509) | John Dudley van Atherington (-) ∞ Elizabeth Bramshott (1443-1509) | Edward Grey van Lisle (-1492) ∞ Elizabeth Talbot (-)   | Edward Grey van Lisle (-1492) ∞ Elizabeth Talbot (-)   | Richard Guildford (1450-1506) ∞ Anne Pympe (-)       | Richard Guildford (1450-1506) ∞ Anne Pympe (-)       | Thomas West, 8th Baron De La Warr (1457-1525) ∞ Elizabeth Mortimer (-1502) | Thomas West, 8th Baron De La Warr (1457-1525) ∞ Elizabeth Mortimer (-1502) |
| Grootouders                              | Edmund Dudley (1462-1510) ∞ Elizabeth Grey (1480-1525)            | Edmund Dudley (1462-1510) ∞ Elizabeth Grey (1480-1525)            | Edmund Dudley (1462-1510) ∞ Elizabeth Grey (1480-1525) | Edmund Dudley (1462-1510) ∞ Elizabeth Grey (1480-1525) | Edmund Guildford (1477-1539) ∞ 1500 Eleanor West (-) | Edmund Guildford (1477-1539) ∞ 1500 Eleanor West (-) | Edmund Guildford (1477-1539) ∞ 1500 Eleanor West (-)                       | Edmund Guildford (1477-1539) ∞ 1500 Eleanor West (-)                       |
| Ouders                                   | John Dudley (1504-1553) ∞ Jane Guildford (1508-1555)              | John Dudley (1504-1553) ∞ Jane Guildford (1508-1555)              | John Dudley (1504-1553) ∞ Jane Guildford (1508-1555)   | John Dudley (1504-1553) ∞ Jane Guildford (1508-1555)   | John Dudley (1504-1553) ∞ Jane Guildford (1508-1555) | John Dudley (1504-1553) ∞ Jane Guildford (1508-1555) | John Dudley (1504-1553) ∞ Jane Guildford (1508-1555)                       | John Dudley (1504-1553) ∞ Jane Guildford (1508-1555)                       |

- Bibsys: 14000661
- Biblioteca Nacional de España: XX911476
- Bibliothèque nationale de France: cb120703372 (data)
- Biografisch Portaal: 03206623
- Catàleg d'autoritats de noms i títols de Catalunya: 981058518322406706
- Digitale Bibliotheek voor de Nederlandse Letteren: leic001
- Gemeinsame Normdatei: 123115876
- International Standard Name Identifier: 0000 0000 6631 3852
- Library of Congress Control Number: n50048266
- Nationale Bibliotheek van Tsjechië: jn20011211010
- Nationale Bibliotheek van Israël: 987007264479305171
- Nationale Bibliotheek van Polen: a0000001278765
- Nederlandse Thesaurus van Auteursnamen: 069351910
- Istituto Centrale per il Catalogo Unico: VEAV480004
- LIBRIS: 210274
- SNAC: w6qj7nqs
- Système universitaire de documentation: 028980557
- Virtual International Authority File: 52588603
- WorldCat: E39PBJcGqyjXTGtMtqhKjGyyBP